# Pan Peninsula
Pan Peninsula est un ensemble de deux tours résidentielles située sur l'île aux Chiens, dans l'est de Londres.  Il a été construit entre 2006 et 2008 sur plans de l'agence américaine SOM et comprend un cinéma privé ainsi qu'un bar au sommet de l'édifice.
À sa construction la Pan Peninsula East Tower était le plus haut gratte-ciel résidentiel de Londres. L'appartement le plus haut était valorisé à 10 millions de livres sterling en 2005.
Les deux tours présentent les caractéristiques suivantes Pan Peninsula est composé de :
- Pan Peninsula East Tower, 147 m, 48 étages, comprenant 356 appartements
- Pan Peninsula West Tower, 122 m, 39 étages, comprenant 430 appartements